# Amycus amrishi
Amycus amrishi är en spindelart som beskrevs av Dewanand Makhan 2006. Amycus amrishi ingår i släktet Amycus och familjen hoppspindlar. Inga underarter finns listade i Catalogue of Life.